# Stoutenburg
Pour les articles homonymes, voir Stoutenburg (homonymie).
Stoutenburg est un village situé dans la commune néerlandaise de Leusden, dans la province d'Utrecht. En 2021, le village comptait 355 habitants.
Stoutenburg a été une commune indépendante jusqu'au 1er juin 1969, date de son rattachement à Leusden. De 1812 à 1818, de manière temporaire, la commune avait été rattachée à Hoevelaken.

## Histoire
En 1252, le château de Stoutenburg près du village fut fondé par le seigneur d’Amersfoort. À partir de 1615, le château appartenait à Johan van Oldenbarnevelt. Le château a été remplacé par un manoir, construit en 1888.

Depuis 2000, le manoir appartient à Het Utrechts Landschap.